# Carmine Della Pietra
Carmine Della Pietra (Nola, 18 febbraio 1963) è un ex calciatore italiano, di ruolo difensore.

## Carriera
Cresce nel Napoli, con la cui maglia prende parte a 3 incontri in Serie A nella stagione 1983-1984.
In seguito ha disputato cinque campionati in Serie B nelle file di Campobasso, Salernitana e Ternana, per complessive 137 presenze e 2 reti.

## Palmarès

### Club

#### Competizioni nazionali
- Campionato italiano Serie C1: 1

Ternana: 1991-1992 (girone B)